# یارایماخی
یارایماخی (به لاتین: Yaraymakhi) یک منطقهٔ مسکونی در روسیه است که در شهرستان آگولسکی واقع شده‌است.